# Piastenturm (Opole)

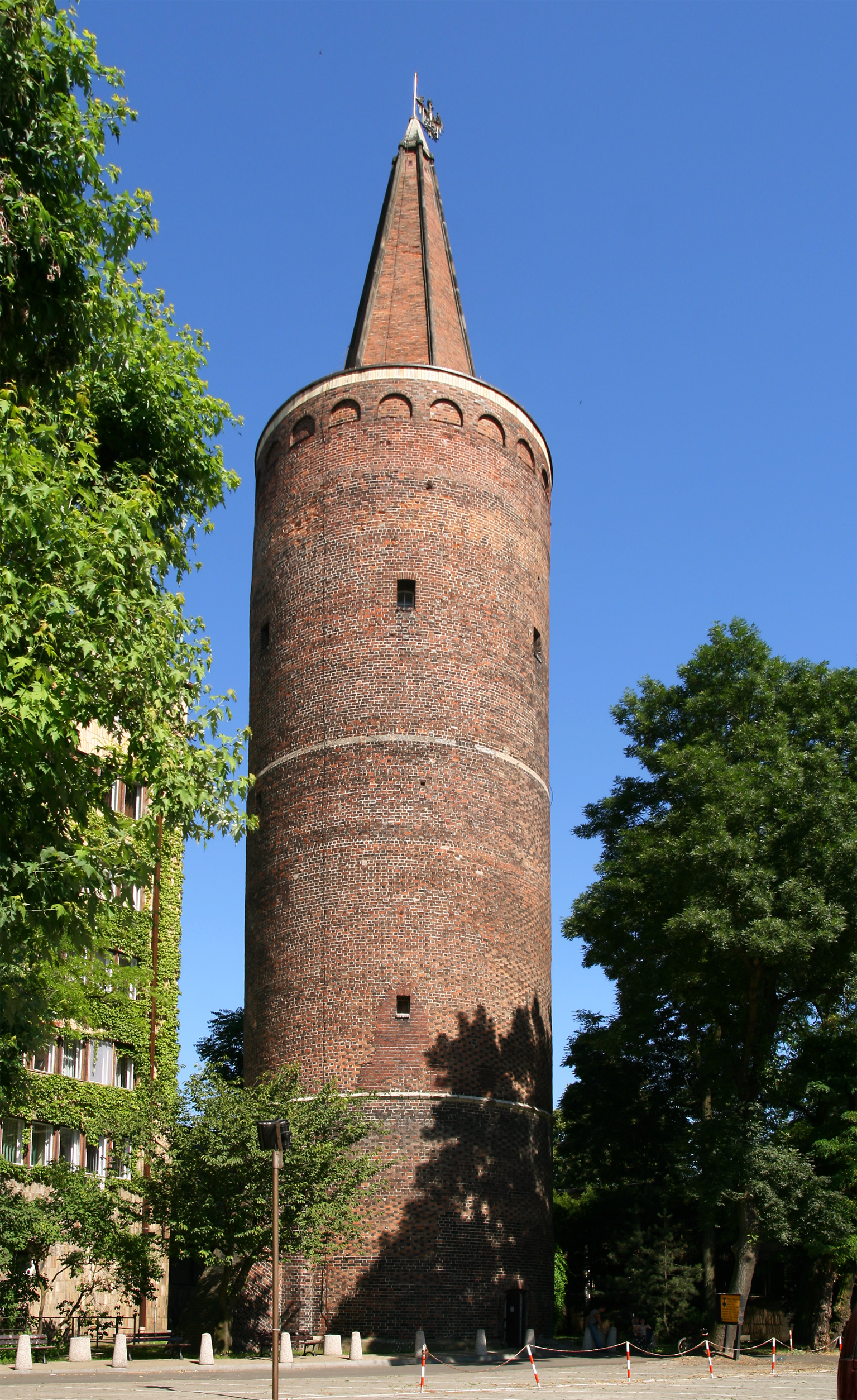
Der Piastenturm

Der Piastenturm ist ein historischer Turm auf der Oderinsel Pascheke südlich der Altstadt von Oppeln. Im Volksmund wurde er auch als „Proskespargel“ bezeichnet.

## Geschichte
Der Piastenturm wurde Ende des 13. Jahrhunderts unter dem Oppelner Piasten Kasimir I. erbaut. Daher ist der Turm eines der ältesten Baudenkmäler in Polen. Eigentlich war der Turm im gotischen Stil erbaut worden, mit einem kegelförmigen Helm. Die Bekrönung der Turmspitze hat sich oft geändert. 1880 war es eine Spitze aus Granit, ab 1906 ein kegelförmiges Turmdach und ab 1934 ein Zinkkegel. 1957 wurde dem Piastenturm eine 11 Meter hohe Turmspitze aufgesetzt. Der Piastenturm war ursprünglich Teil des Piastenschlosses, das 1931 abgerissen wurde. Anstelle des Piastenschlosses wurde von 1932 bis 1934 ein modernes Regierungsgebäude für den Regierungsbezirk Oppeln erbaut. Dabei wurde der Turm in den Komplex einbezogen und umgestaltet. Heute ist das Gebäude der Sitz der Woiwodschaftsverwaltung der Woiwodschaft Oppeln.
Der runde Backsteinbau besitzt ein drei Meter dickes Mauerwerk und ist 42 Meter hoch, mit Turmspitze sogar 51 Meter. Darauf wiederum befindet sich eine Windfahne mit dem Piastenadler.
Die 162 Stufen im Piastenturm führen zu der Aussichtsplattform, welche im Sommer für Touristen geöffnet ist. Nach einem Umbau wurden eine Multimediapräsentation mit mehreren Stationen zur Geschichte im Turminneren installiert.

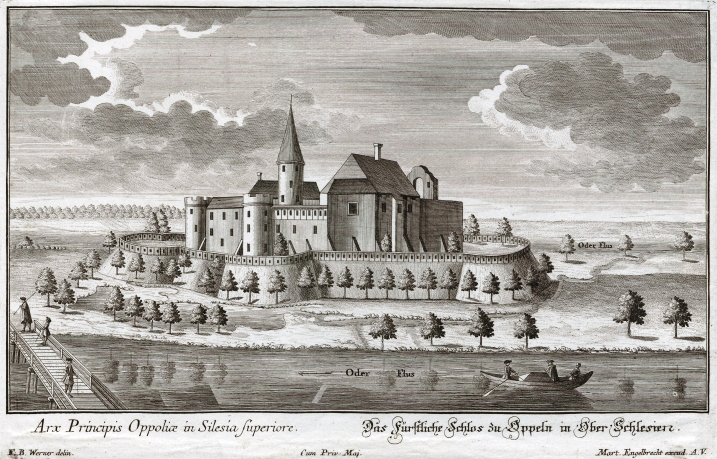
Das Oppelner Schloss mit Piastenturm in einem Stich von 1777
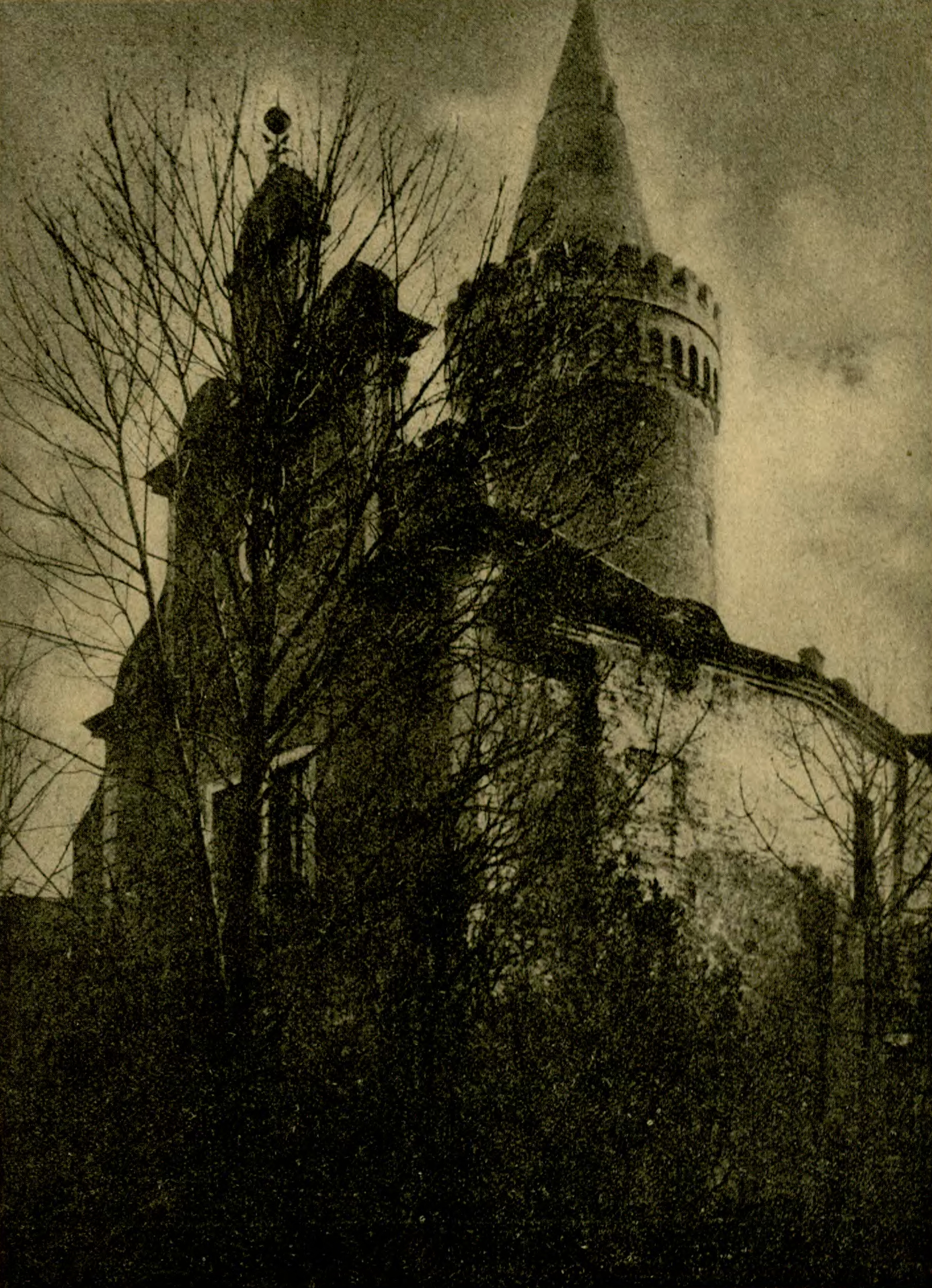
Zustand vor 1906
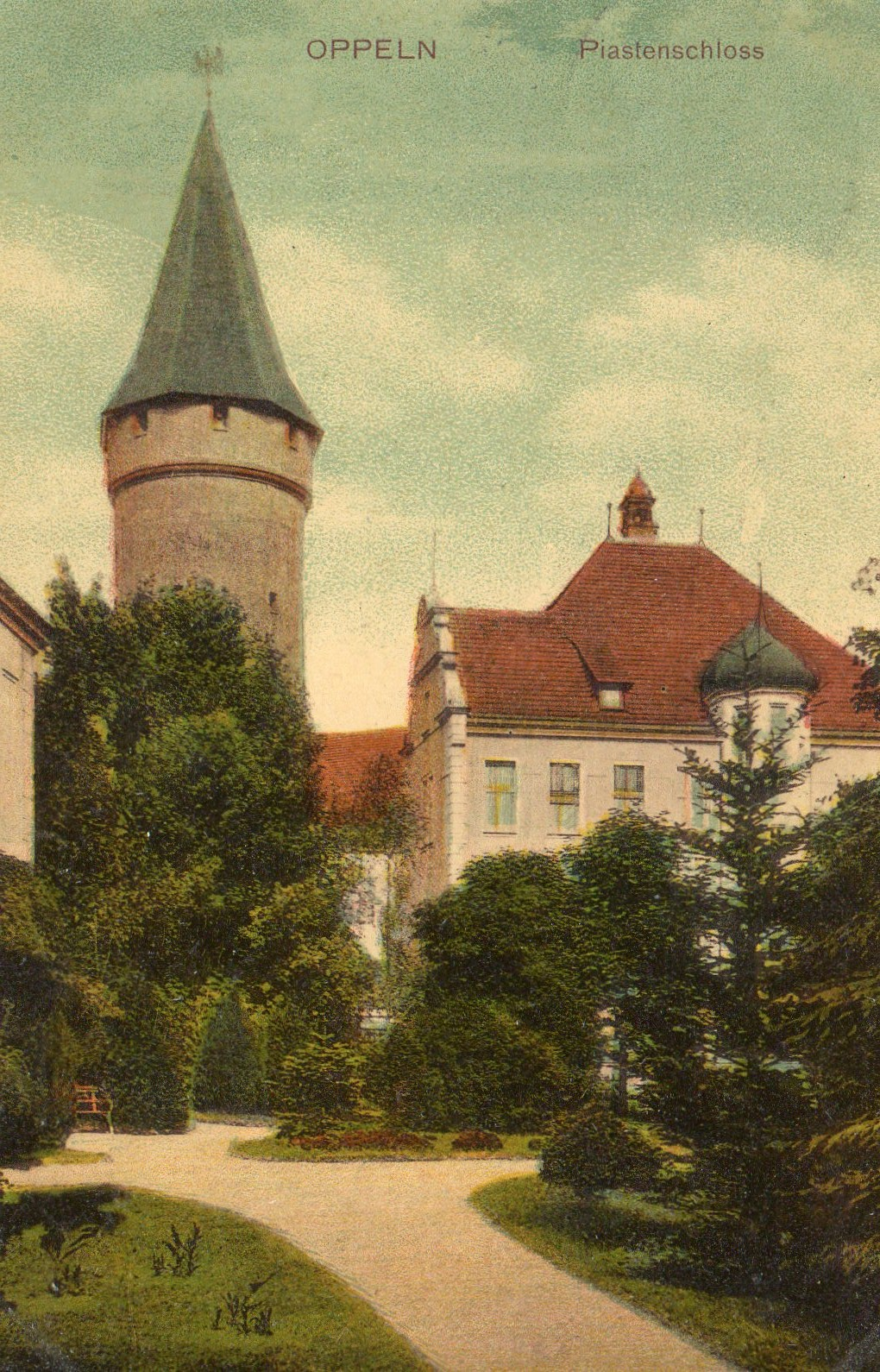
Mit ehemaligen Schloss und Garten um 1910
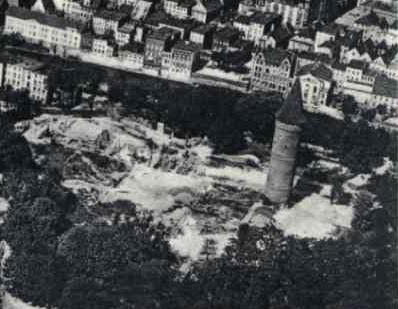
Luftansicht der Abrissarbeiten am Piastenschloss 1931
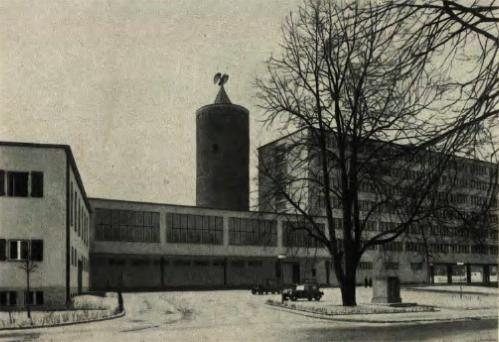
Piastenturm Mitte der 1930er Jahre
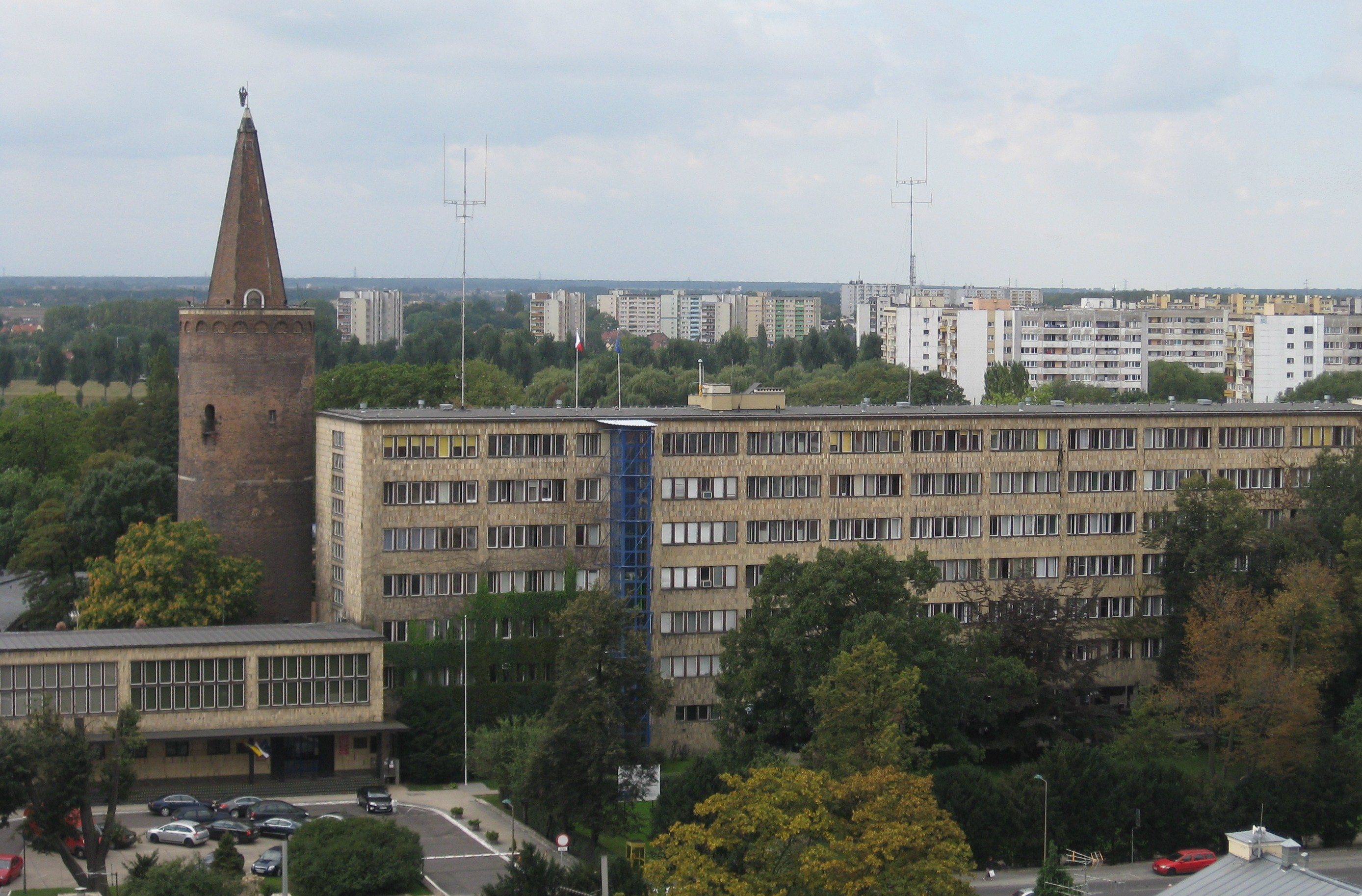
Vom Rathausturm gesehen (2011)
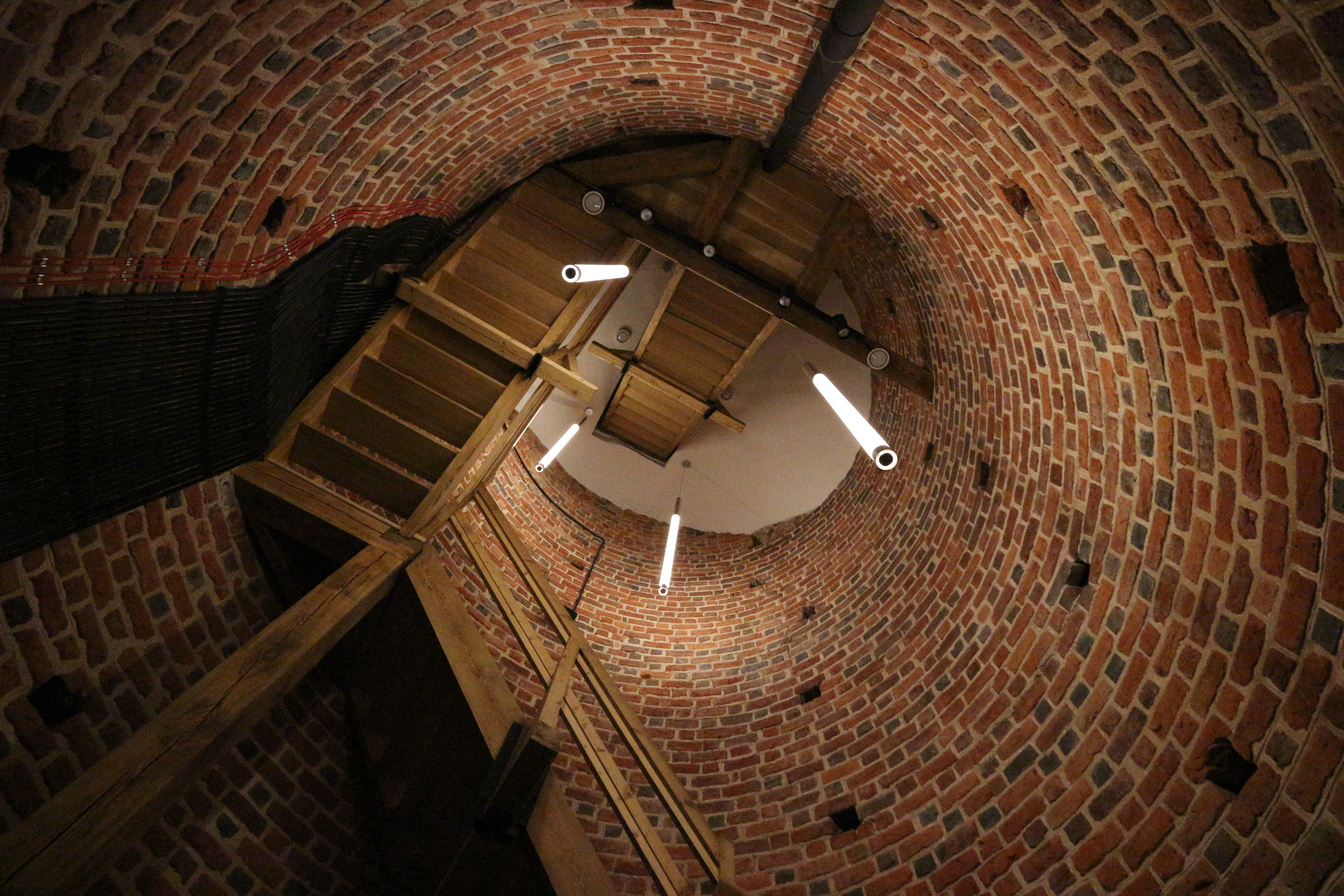
Sanierter Innenraum des Piastenturms (2014)
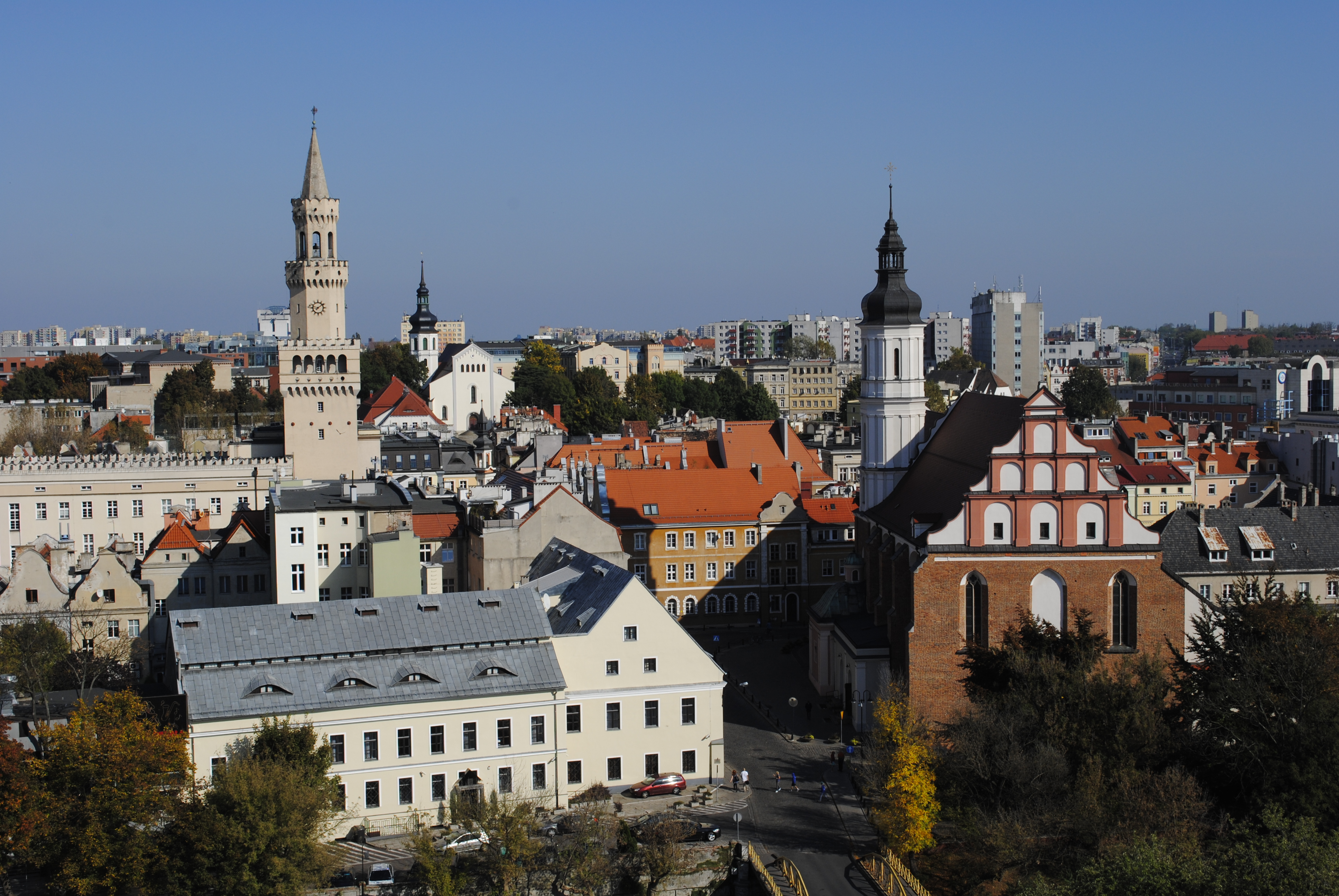
Blick vom Piastenturm auf die Oppelner Altstadt